# Općina Vojnić
Općina Vojnić är en stad i Kroatien.   Den ligger i länet Karlovacs län, i den centrala delen av landet, 60 km söder om huvudstaden Zagreb. Antalet invånare är 4 764. Arean är 239 kvadratkilometer.
Terrängen i Općina Vojnić är platt åt nordväst, men åt sydost är den kuperad.